# Turtle Island (Torres Strait)
Turtle Island ist eine kleine australische Insel im äußersten Süden des Archipels der Torres-Strait-Inseln. Sie liegt 9 km vor der Ostküste der Kap-York-Halbinsel in der Newcastle Bay, etwa 3,5 km nördlich von Turtle Head Island.
Die dicht bewaldete Insel ist durch einen kurzen und auch nur wenige Meter breiten Wasserdurchgang von ihrer nordwestlichen Nachbarinsel Brewis Island (10° 53′ S, 142° 42′ O), mit einer Länge von ca. 260 Metern und einer Breite von maximal 50 Metern (1,3 ha), getrennt; beide Inseln liegen in einem gemeinsamen Korallenriff (Turtle Island Reef).
Auf Satelliten- oder Luftaufnahmen ist der schmale Wasserstreifen zwischen den Inselchen kaum sichtbar, weswegen beide Inseln vielfach unter der gemeinsamen Bezeichnung Turtle Island, mit den Alternativnamen Brewis Island oder auch Brewers Island, geführt werden.
Verwaltungstechnisch zählt Turtle Island (nebst Brewis Island) zu den Inner Islands, einer Inselregion im Verwaltungsbezirk Torres Shire von Queensland.